# Dactilite
La dactilite o dattilite è una malattia infiammatoria che coinvolge le dita sia delle mani, sia dei piedi.
La parola deriva dal greco δάκτυλος, daktylos, ovvero riferito al dito.

## Eziologia
Tra le cause di dactilite si possono annoverare infiammazioni di natura articolare e occlusione di piccoli vasi sanguigni, come può avvenire in caso di anemia falciforme.

## Clinica
Si riscontra dolore, gonfiore alle articolazione della dita, tumefazione a carico delle mani e dei piedi.